# Distrikt Pampachiri
Der Distrikt Pampachiri liegt in der Provinz Andahuaylas in der Region Apurímac in Südzentral-Peru. Der Distrikt wurde am 7. Januar 1961 gegründet. Er hat eine Fläche von 591 km². Beim Zensus 2017 wurden 2318 Einwohner gezählt. Im Jahr 1993 lag die Einwohnerzahl bei 2317, im Jahr 2007 bei 2478. Die Distriktverwaltung befindet sich in der 3362 m hoch gelegenen Ortschaft Pampachiri mit 672 Einwohnern (Stand 2017). Pampachiri liegt etwa 60 km südsüdwestlich der Provinzhauptstadt Andahuaylas. 

## Geographische Lage
Der Distrikt Pampachiri liegt im Andenhochland im äußersten Südwesten der Provinz Andahuaylas. Er besitzt eine Längsausdehnung in SSW-NNO-Richtung von 49 km sowie eine maximale Breite von 15 km. Entlang der westlichen Distriktgrenze fließt der Río Chicha (auch Río Soras oder Río Condormarca) in Richtung Nordnordwest.
Der Distrikt Pampachiri grenzt im Südwesten an die Distrikte Coracora (Provinz Parinacochas) und Lucanas (Provinz Lucanas), im Nordwesten an die Distrikte San Pedro de Larcay und Soras (beide in der Provinz Sucre), im Norden an den Distrikt Pomacocha, im Nordosten an den Distrikt Capaya, im Osten an den Distrikt Sañayca sowie im Südosten an den Distrikt Cotaruse (die drei letztgenannten Distrikte liegen in der Provinz Aymaraes).